# Jules Coppée
Jules Alexandre Joseph Coppée (Tongrinne, 5 juni 1837 - Sint-Gillis, 30 maart 1906) was een Belgisch arts en volksvertegenwoordiger.

## Levensloop
Coppée was een zoon van de belastingsontvanger François-Joseph Coppée en van Virginie Descamps. Hij trouwde met Ernestine Flore en met Odile Jaumotte.
Hij promoveerde tot doctor in de geneeskunde aan de Katholieke Universiteit Leuven (1863) en vestigde zich als arts in Jumet.
Hij werd gemeenteraadslid (1872-1895) en schepen (1879-1895) van Jumet. Van 1885 tot 1892 was hij ook provincieraadslid voor Henegouwen.
In 1892 volgde hij Leopold Fagnart op als liberaal volksvertegenwoordiger voor het arrondissement Charleroi. Hij vervulde dit mandaat tot einde 1894.
Hij was ook bestuurder van:
- Usines Wattelaer-Francq in Roux,
- Verreries des Hamendes L. Lambert,
- Charbonnages du Nord de Gilly.